# Овражный (Ростовская область)
Овражный — посёлок в Кашарском районе Ростовской области.
Входит в состав Индустриального сельского поселения.

## География
В посёлке имеется одна улица: Овражная.

## Население
| 2010 |
| ---- |
| 0    |